# Kelso (Missouri)
Pour les articles homonymes, voir Kelso (homonymie).
Kelso est un village situé au nord du comté de Scott, dans le Missouri, aux États-Unis,. Il est incorporé en 1905. Le village était initialement baptisée Spring Hill et est rebaptisé sous son nom actuel en 1858.

## Démographie
Lors du recensement de 2010, le village comptait une population de 586 habitants. Elle est estimée, en 2016, à 605 habitants.

### Source de la traduction
- (en) Cet article est partiellement ou en totalité issu de l’article de Wikipédia en anglais intitulé « Kelso, Missouri » (voir la liste des auteurs).